# Audrey Demoustier
Audrey Demoustier est une joueuse de football belge née le 17 mars 1985 à Chimay en Belgique.

## Biographie
Après huit ans au  Standard de Liège , elle retourne au FCF White Star Woluwé, club dans lequel  elle a joué deux ans. Elle a joué auparavant au FCF Braine-Rebecq et a été internationale belge.
Elle met un terme à sa carrière en mai 2019 sur un titre de Championne de Belgique D1 et dans la foulée, devient la coach du FCF White Star Woluwé. 

## Palmarès
- Championne de Belgique (7) : 2009 - 2011 - 2012 - 2013 - 2014 - 2015 - 2016
- Championne de Belgique et des Pays-Bas (1) : 2015
- Championne de Belgique D1 (1) : 2019
- Vainqueur de la Coupe de Belgique (2) : 2012 - 2014
- Finaliste de la Coupe de Belgique : 2009
- Vainqueur de la Super Coupe de Belgique (3) : 2009 - 2011 - 2012
- Vainqueur de la BeNe SuperCup (2): 2011 - 2012

### Bilan
- 15 titres avec le Standard de Liège
- 1 titre avec le FCF White Star Woluwé

## Statistiques

### Ligue des Champions
- De 2009 à 2015 : 10 matchs avec le Standard de Liège